# Procarionte
Procariontes, procariote (originado do latim pro - primitivo e carionte - relativo à carioteca) são organismos unicelulares que não possuem o nível de complexidade interna associada aos eucariotas, e em particular não possuem núcleo nem mitocôndria.
Esta definição engloba todos os organismos dos domínios Bacteria e Archaea (ou arqueia), mas o termo "procariota" não tem significado evolutivo, dado que bactérias e arqueias são evolucionariamente distintas (e, de fato, arqueias são evolutivamente mais próximas dos eucariotas do que das bactérias). Como tal, os procariotas são definidos como todas as células que não possuem um nível de organização interna comparável ao encontrado em eucariotas, e em particular por não possuírem um núcleo protegido por uma membrana nem mitocôndrias. Para além destas diferenças, os organismos procarióticos possuem, geralmente, genomas circulares (ao contrário dos eucariotas, que têm genomas lineares), e não formam organismos multicelulares.
Nos procariontes, todos os componentes intracelulares solúveis em água (proteínas, DNA e metabolitos) estão localizados juntos no citoplasma cercados pela membrana celular, e não em compartimentos celulares separados. As bactérias, no entanto, possuem microcompartimentos bacterianos baseados em proteínas, que se pensa agirem como organelas primitivas fechadas em cascas de proteínas. Alguns procariontes, como as cianobactérias, podem formar grandes colônias. Outros, como mixobactérias, têm estágios multicelulares em seus ciclos de vida.
Estudos moleculares forneceram a compreensão sobre a evolução e as interrelações dos três domínios de espécies biológicas, Archaea, Eukarya e Bacteria. Os eucariotos são organismos, incluindo humanos, cujas células possuem um núcleo bem delimitado de membrana (contendo DNA cromossômico) e organelas. A divisão entre procariontes e eucariotos reflete a existência de dois níveis muito diferentes de organização celular. Tipos distintos de procariontes incluem extremófilos e metanogênicos; estes são comuns em alguns ambientes extremos.

## Estrutura

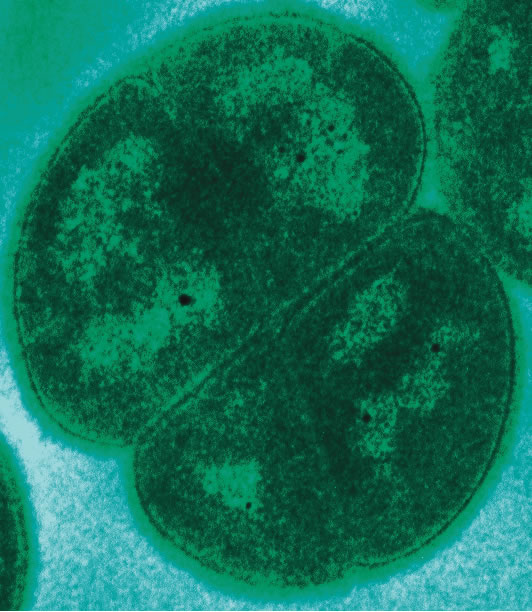
Deinococcus radiodurans: um procariota.

Além do núcleo, os procariontes também não possuem outras organelas celulares (como mitocôndrias ou cloroplastos) e o seu citoplasma não é dividido em compartimentos, ao contrário do que acontece nos eucariontes. O DNA dos procariontes, geralmente composto por um único cromossoma circular, encontra-se localizado numa zona chamada nucleóide no citoplasma. Este não constitui, no entanto, um verdadeiro núcleo. Também pode existir DNA sob a forma de anéis, os plasmídeos. Os mesossomos, invaginações na membrana citoplasmática, estão incluídos na composição dos procariotos.
Os procariotas têm um citoesqueleto procariótico, embora mais primitivo do que o dos eucariotos. Além dos homólogos de actina e tubulina (MreB e FtsZ), o bloco de construção helicoidalmente flagelado, a flagelina, é uma das proteínas citoesqueléticas mais importantes das bactérias, pois fornece bases estruturais de quimiotaxia, a resposta fisiológica celular básica das bactérias. Pelo menos alguns procariontes também contêm estruturas intracelulares que podem ser vistas como organelas primitivas. Organelas membranosas (ou membranas intracelulares) são conhecidas em alguns grupos de procariontes, tais como vacúolos ou sistemas de membranas dedicados a propriedades metabólicas especiais, como a fotossíntese ou quimiossíntese. Além disso, algumas espécies também contêm micro compartimentos contendo carboidratos, que têm funções fisiológicas distintas (por exemplo, carboxossomos ou vacúolos gasosos).
A maioria dos procariotos está entre 1 µm e 10 µm, mas eles podem variar em tamanho de 0,2 µm (Mycoplasma genitalium) a 750 µm (Thiomargarita namibiensis).
Os procariontes apresentam metabolismos muito diversificados, o que é refletido na sua capacidade de colonização de diferentes ambientes, tais como tratos digestivos de animais, ambientes vulcânicos, ambientes salobros, etc. Apesar de não possuírem organelas celulares, podem conduzir seus processos metabólicos na membrana celular. A maioria possui parede celular, algo que não acontece com certos tipos de células eucarióticas (como as dos animais).

## Morfologia
Células procarióticas têm várias formas; as quatro formas básicas de bactérias são:
Coco - esférico.
Bacilos - em forma de bastonete.
Espiroqueta - em forma de espiral.
Vibrião - em forma de vírgula.
É no entanto interessante referir que alguns organismos possuem formas mais exóticas, tal como arqueias do género Haloquadratum, que possuem a forma de um quadrado.

## Reprodução
São unicelulares em sua grande maioria (a exceção é a Magnetoglobus multicellularis). A forma mais comum de reprodução é assexuadamente por fissão binária. Outras formas de recombinação de DNA entre procariontes incluem a transformação e a transdução. Estas podem ocorrer entre organismos de diferentes gêneros, emprestando características de um gênero a outro diferente. Um exemplo deste processo, chamado de transgênese, é a aquisição de resistência a antibióticos através da transferência de plasmídeos contendo genes que conferem essa resistência.

## Transferência de DNA
As bactérias têm uma grande necessidade de regular sua expressão gênica. Elas desenvolveram mecanismos para reprimir a transcrição de todos os genes que codificam enzimas não necessárias em determinado momento, e para ativar outros que codificam aquelas que são necessárias.
A transferência de DNA entre as células procarióticas ocorre em bactérias e archaea, embora tenha sido principalmente estudada em bactérias. Nas bactérias, a transferência de genes ocorre por três processos. Estas são (1) transdução mediada por vírus bacteriano (bacteriófago), (2) conjugação mediada por plasmídeo e (3) transformação natural. A transdução de genes bacterianos pelo bacteriófago parece refletir um erro ocasional durante a montagem intracelular de partículas virais, em vez de uma adaptação da bactéria hospedeira. A transferência de DNA bacteriano está sob o controle dos genes do bacteriófago em vez dos genes bacterianos, a transferência pode ocorrer também quando as bactérias captam DNAs circulantes oriundas de bactérias mortas, há poucas evidencias que indicam que este método é significativo.
A espécie bacteriana Escherichia coli se destaca como organismo modelo e como ferramenta biológica para pesquisas científicas. A conjugação no sistema de E. coli bem estudado controlada por genes de plasmídeo e uma adaptação para distribuir cias de um plasmídeo de um hospedeiro bacteriano para outro. Pouco frequentemente durante este processo, um plasmídeo pode integrar-se no cromossoma bacteriano do hospedeiro e subsequentemente transferir parte do DNA bacteriano hospedeiro para outra bactéria. A transferência mediada por plasmídeos do DNA bacteriano do hospedeiro (conjugação) também parece ser um processo acidental em vez de uma adaptação bacteriana.
A transformação bacteriana natural envolve a transferência de DNA de uma bactéria para outra através do meio interveniente. Ao contrário da transdução e conjugação, a transformação é claramente uma adaptação bacteriana para a transferência de DNA, porque depende de numerosos produtos genéticos bacterianos que interagem especificamente para realizar esse processo complexo.
Para uma bactéria se ligar, pegar e recombinar o DNA doador em seu próprio cromossomo, ele deve primeiro entrar em um estado fisiológico especial chamado competência. Cerca de 40 genes são necessários em Bacillus subtilis para o desenvolvimento de competência. O comprimento do DNA transferido durante a transformação de B. subtilis pode ser de até um terço do cromossomo inteiro. A transformação é um modo comum de transferência de DNA, e 67 espécies procarióticas são até agora conhecidas por serem naturalmente competentes para a transformação.
Entre archaea, Halobacterium volcanii forma pontes citoplasmáticas entre as células que parecem ser usadas para a transferência de DNA de uma célula para outra. Outra Archea, Sulfolobus solfataricus, transfere o DNA entre as células por contato direto. Frols et al. descobriram que a exposição de S. solfataricus a agentes que danificam o DNA induz a agregação celular, e sugeriu que a agregação celular pode aumentar a transferência de DNA entre as células para proporcionar maior reparo do DNA danificado por meio de recombinação homóloga.

## Sociabilidade ou agregação

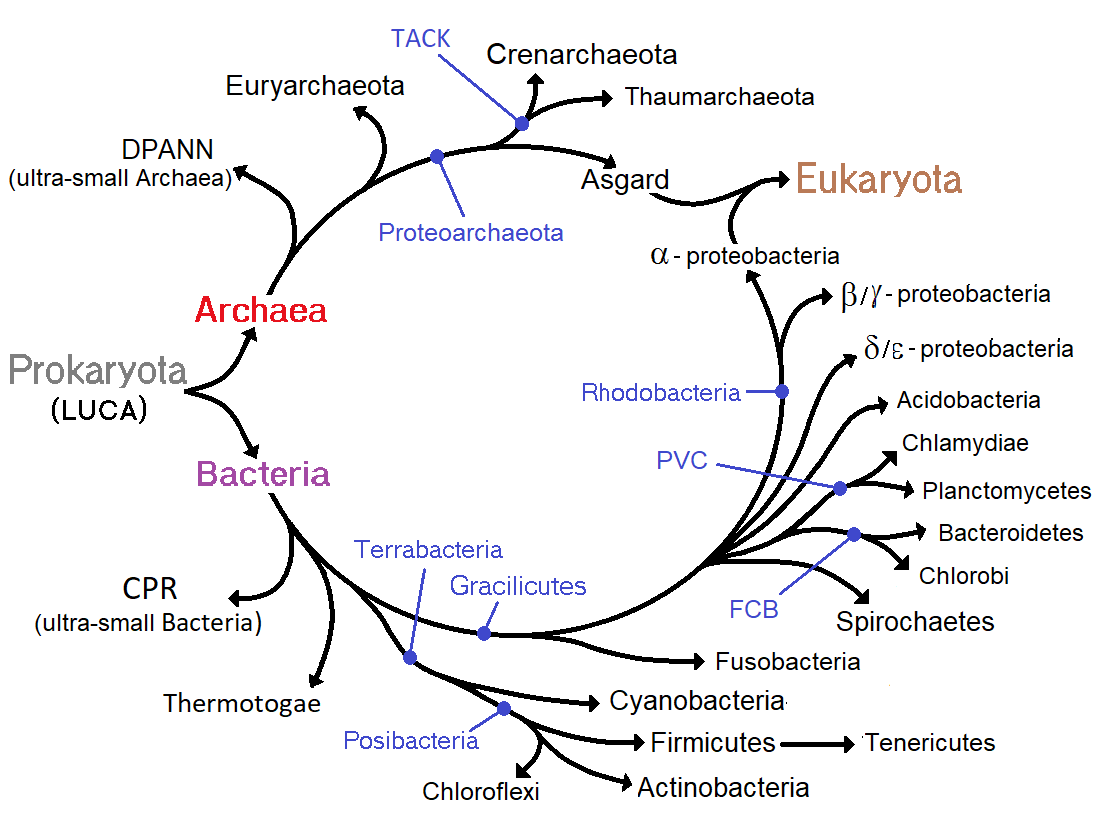
Árvore Filogenética mostrando a diversidade de procariotos e a origem dos Eucariotos.

Embora os procariontes sejam considerados estritamente unicelulares, a maioria pode formar comunidades agregadas estáveis. Quando essas comunidades estão envoltas em uma matriz polimérica estabilizadora ("slime"), elas podem ser chamadas de "biofilmes". Células em biofilmes frequentemente mostram padrões distintos de expressão gênica (diferenciação fenotípica) no tempo e no espaço. Além disso, como ocorre com eucariotos multicelulares, essas mudanças na expressão geralmente parecem resultar da sinalização célula a célula, um fenômeno conhecido como sensoriamento de quórum.
Os biofilmes podem ser altamente heterogêneos e estruturalmente complexos e podem se ligar a superfícies sólidas, ou existir em interfaces líquido-ar ou, potencialmente, até mesmo em interfaces líquido-líquido. Os biofilmes bacterianos são frequentemente constituídos por microcolônias (massas de bactérias e matriz aproximadamente em forma de cúpula) separadas por "vazios" através dos quais o meio (por exemplo, água) pode fluir facilmente. As microcolônias podem se unir acima do substrato para formar uma camada contínua, fechando a rede de canais que separam as microcolônias. Essa complexidade estrutural - combinada com observações de que a limitação de oxigênio (um desafio onipresente para qualquer coisa crescendo em tamanho além da escala de difusão) é pelo menos parcialmente aliviada pelo movimento do meio em todo o biofilme - levou alguns a especular que isso pode constituir um sistema circulatório e muitos pesquisadores começaram a chamar comunidades procarióticas multicelulares (por exemplo).
Expressão celular diferencial, comportamento coletivo, sinalização, morte celular programada e (em alguns casos) dispersão biológica discreta parecem todos apontar nessa direção. No entanto, essas colônias raramente são fundadas por um único fundador (da mesma forma que animais e plantas são fundadas por células individuais), o que apresenta várias questões teóricas. A maioria das explicações de cooperação e a evolução da multicelularidade focalizaram a alta relação entre membros de um grupo (ou colônia, ou organismo completo). Se uma cópia de um gene está presente em todos os membros de um grupo, comportamentos que promovem a cooperação entre membros podem permitir que esses membros tenham (em média) maior aptidão do que um grupo similar de indivíduos solitários.
Se esses casos de sociabilidade procariótica se revelarem a regra e não a exceção, isso terá sérias implicações para a maneira como vemos os procariontes em geral e a maneira como lidamos com eles na medicina. Os biofilmes bacterianos podem ser 100 vezes mais resistentes aos antibióticos do que os unicelulares de vida livre e podem ser quase impossíveis de serem removidos das superfícies após colonizá-los. Outros aspectos da cooperação bacteriana - como a conjugação bacteriana e a patogenicidade mediada pelo sensor de quorum - apresentam desafios adicionais aos pesquisadores e profissionais médicos que buscam tratar as doenças associadas.

## Meio ambiente
Os procariontes diversificaram-se grandemente ao longo de sua longa existência. O metabolismo dos procariontes é muito mais variado que o dos eucariotos, levando a muitos tipos procarióticos altamente distintos. Por exemplo, além de usar fotossíntese ou compostos orgânicos para energia, como os eucariotas, os procariontes podem obter energia a partir de compostos inorgânicos, como o sulfeto de hidrogênio. Isso permite que os procariontes prosperem em ambientes hostis, tão frios quanto a superfície da neve da Antártida, estudados em criobiologia ou tão quentes quanto fontes hidrotermais submarinas e fontes termais terrestres.
Os procariontes vivem em quase todos os ambientes da Terra. Algumas arqueas e bactérias são extremófilas, prosperando em condições adversas, como altas temperaturas (termofílicos) ou alta salinidade (halófilos). Muitas arqueas crescem como plâncton nos oceanos. Os procariontes simbióticos vivem nos corpos de outros organismos, incluindo os humanos.

## Classificação

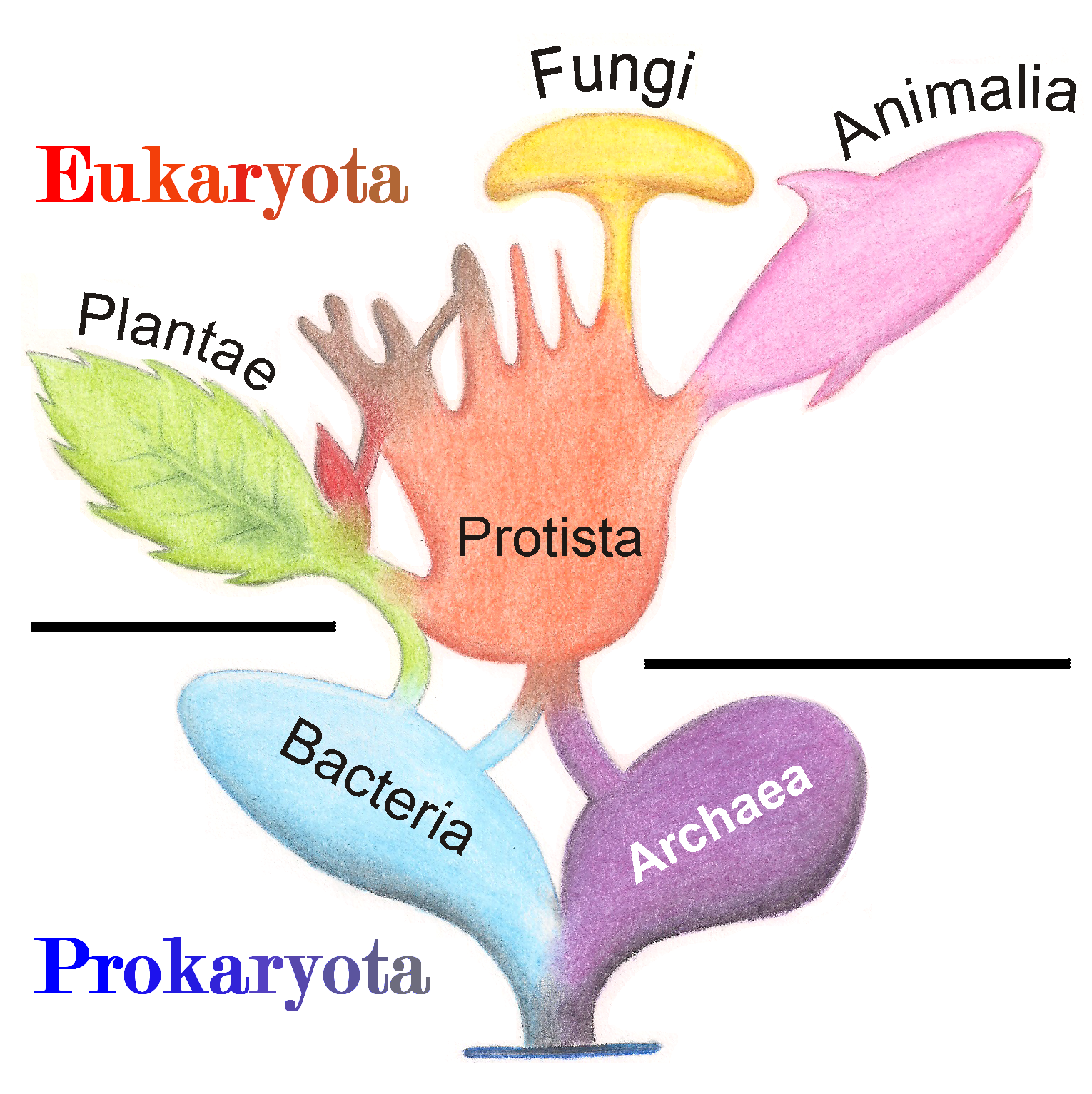
Árvore filogenética e simbiogênica dos organismos vivos, mostrando as origens dos eucariontes e procariontes

Diagrama da origem da vida com os eucariotos aparecendo mais cedo, não derivados de procariotas, como proposto por Richard Egel em 2012. Essa visão, uma das muitas sobre as posições relativas dos procariotos e eucariotos, implica que o ancestral comum universal era relativamente grande e complexo.

Em 1977, Carl Woese propôs dividir os procariontes em Bacteria e Archaea (originalmente Eubacteria e Archaebacteria) por causa das grandes diferenças na estrutura e genética entre os dois grupos de organismos. Archaea eram originalmente considerados extremófilos, vivendo apenas em condições inóspitas, como extremos de temperatura, pH e radiação, mas desde então foram encontrados em todos os tipos de habitats. O arranjo resultante de Eukaryota (também chamado de "Eucarya"), Bacteria e Archaea é chamado de sistema de três domínios, substituindo o tradicional sistema de dois impérios.
Atualmente discute-se a possibilidade de que, na realidade, os Eucariotas originaram-se a partir de arqueias, formando um grupo irmão com as arqueias. Se assim for, é então sugerido que existem apenas dois domínios: aquele formado pelas bactérias, e um outro formado por arqueias e eucariotas.

## Evolução
Um modelo atual amplamente difundido da evolução dos primeiros organismos vivos é que estes eram uma forma de procariontes, que podem ter evoluído a partir de protocélulas, enquanto os eucariontes evoluíram mais tarde na história da vida. Alguns autores questionaram essa conclusão, argumentando que o conjunto atual de espécies procarióticas pode ter evoluído a partir de ancestrais eucarióticos mais complexos através de um processo de simplificação. Outros argumentaram que os três domínios da vida surgiram simultaneamente, a partir de um conjunto de células variadas que formaram um único pool genético.  Essa controvérsia foi resumida em 2005:
Não existe atualmente consenso relativamente à origem dos eucariotas. Apesar da existência de vários modelos que sugerem que os eucariotas surgiram antes, ao mesmo tempo, ou depois dos procariotas, a maior parte da comunidade científica considera como mais próximas da verdade ou a segunda ou a terceira hipótese, descartando a possibilidade de que os procariotas descendem de eucariotas devido a evolução redutiva. Para além disso, existe grande consenso científico de que uma situação de endossimbiose entre uma arqueia e uma bactéria (que mais tarde se tornou na mitocôndria) tomou lugar a dado momento na evolução dos eucariotas. Alguns cientistas destacam a necessidade desta endossimbiose para a origem dos eucariotas, argumentando que sem a existência de mitocôndrias os proto-eucariotas não teriam tido a possibilidade de gerar energia suficiente para desenvolver a sua característica complexidade. Outros consideram que alguns organismos, nomeadamente arqueias, possuíam já algum tipo de complexidade semelhante à dos eucariotas, e que a mitocôndria foi apenas adquirida mais tarde.
Os mais antigos procariotos fossilizados conhecidos foram depositados há aproximadamente 3,5 bilhões de anos, apenas cerca de 1 bilhão de anos após a formação da crosta terrestre. Os eucariotos só aparecem no registro fóssil posteriormente, e podem ter se formado a partir da endossimbiose de múltiplos ancestrais procariontes. Os mais antigos eucariotos fósseis conhecidos têm cerca de 1,7 bilhão de anos. No entanto, algumas evidências genéticas sugerem que os eucariotos surgiram já há 3 bilhões de anos.
Enquanto a Terra é o único lugar no universo onde a vida é conhecida, alguns sugeriram que há evidências em Marte de procariontes fósseis ou vivos. No entanto, essa possibilidade continua a ser assunto de considerável debate e ceticismo.

## Relação com eucariotos

Comparação de eucariontes vs. procariontes

A divisão entre procariontes e eucariontes é geralmente considerada a distinção ou diferença mais importante entre os organismos. A distinção é que as células eucarióticas têm um núcleo "verdadeiro" contendo seu DNA, enquanto as células procarióticas não têm um núcleo. Tanto os eucariotos como os procariontes contêm grandes estruturas de RNA / proteína chamadas ribossomos, que produzem proteínas.
Outra diferença é que os ribossomos nos procariontes são menores que nos eucariotos. No entanto, duas organelas encontradas em muitas células eucarióticas, mitocôndrias e cloroplastos, contêm ribossomos de tamanho e composição semelhantes aos encontrados em procariotos. Esta é uma das muitas evidências de que as mitocôndrias e os cloroplastos são descendentes de bactérias de vida livre.
O genoma de um procarioto é mantido dentro de um complexo DNA / proteína no citosol chamado nucleóide, que não possui um envelope nuclear. O complexo contém uma única molécula cíclica, de cadeia dupla, de DNA cromossômico estável, em contraste com os múltiplos cromossomos lineares, compactos e altamente organizados encontrados em células eucarióticas. Além disso, muitos genes importantes de procariontes são armazenados em estruturas separadas de DNA circular chamadas plasmídeos. Como os eucariotos, os procariotos podem duplicar parcialmente o material genético e podem ter uma composição cromossômica haplóide parcialmente replicada, uma condição conhecida como merodiploidia.
Os procariotas não possuem mitocôndrias e cloroplastos. Em vez disso, processos como a fosforilação oxidativa e a fotossíntese ocorrem através da membrana celular procariótica. No entanto, os procariontes possuem algumas estruturas internas, como o citoesqueleto procariótico. Tem sido sugerido que a ordem bacteriana Planctomycetes tem uma membrana ao redor de seu nucleóide e contém outras estruturas celulares ligadas à membrana. No entanto, investigações posteriores revelaram que as células de Planctomycetes não são compartimentadas ou nucleadas e como os outros sistemas de membrana bacteriana estão todos interconectados.

As células procarióticas são geralmente muito menores que as células eucarióticas. Portanto, os procariotos têm uma relação área-volume-superfície maior, dando-lhes uma taxa metabólica mais alta, uma taxa de crescimento mais alta e, como consequência, um tempo de geração mais curto do que os eucariotos.